# Gymnothorax favagineus
Gymnothorax favagineus és una espècie de peix de la família dels murènids i de l'ordre dels anguil·liformes.

## Morfologia
Els mascles poden assolir els 300 cm de longitud total.

## Distribució geogràfica
Es troba des del Mar Roig i l'Àfrica oriental fins a Papua Nova Guinea, el sud del Japó i Austràlia.